# 多勒爾·穆爾
多勒爾·拉蒙特·拉羅德·穆爾（1997年1月21日—）為美國男子籃球運動員。穆爾生於美國肯塔基州路易維爾，成長於喬治亞州，盧埃拉高中就讀了三年，高中最後一年來到蒙特沃德学院。2014年10月穆爾承諾就讀威克森林大学，2018年4月穆爾宣布跳過大四投入NBA選秀。
第19季SBL超級籃球聯賽穆爾代表台灣啤酒出賽了12場，場均可貢獻16.3分、13.3籃板、2.8阻攻，2022年2月加入T1聯盟台灣啤酒英熊，同年3月穆爾因戰力調整被球隊釋出。

## 外部連結
- 多勒爾·穆爾在Basketball-Reference.com（NBA）（英语）
- 多勒爾·穆爾在Basketball-Reference.com（NBA G聯盟）（英语）
- 多勒爾·穆爾在Sports-Reference.com（NCAA）（英语）
- 多勒爾·穆爾在Eurobasket.com（球員）（英语）
- 多勒爾·穆爾在RealGM（英语）
- 多勒爾·穆爾在Proballers（英语）